# Tre Jones
Tre Isiah Jones (Apple Valley, 8 gennaio 2000) è un cestista statunitense.

## Biografia
Ha un fratello maggiore, Tyus, che gioca anch'egli in NBA.

## Carriera

### High school
Ha giocato a basket alla scuola superiore per la Apple Valley High School di Apple Valley, Minnesota. Si è unito alla squadra dell'università mentre era in terza media ed è diventato un antipasto nella sua prossima stagione. Jones ha portato Apple Valley a due titoli statali del Minnesota 4A, nel 2015 e nel 2017, con una media di 23,5 punti, 10,4 rimbalzi e 7,5 assist nella stagione 2016-17. Jones ha lasciato per due volte il Minnesota Gatorade Player of the Year e si è guadagnato gli onori di McDonald's All-American e Minnesota Mr. Basketball dopo la sua stagione da senior.

### College
Ha fatto il suo debutto al college per Duke il 6 novembre 2018, ottenendo 6 punti, 4 rimbalzi e 7 assist in una vittoria per 118-84 sul Kentucky al Champions Classic. Il 20 dicembre, ha portato la sua squadra a una vittoria per 69-58 su Texas Tech, raccogliendo 13 punti, 5 rimbalzi, 5 assist e 6 palle rubate. Jones ha subito un infortunio alla spalla il 14 gennaio 2019, durante una collisione con Frank Howard di Syracuse. Ha saltato due partite per l'infortunio ed è tornato il 26 gennaio contro la Georgia Tech. Nella sua stagione da matricola alla Duke, Jones ha segnato una media di 9,4 punti, 5,3 assist e 3,8 rimbalzi a partita in 36 partite per i Blue Devils.
L'8 aprile 2019, è stato annunciato che Jones tornerà alla Duke per la stagione 2019-20. Ha segnato 15 punti al suo secondo debutto, una vittoria per 68-66 sul Kansas. Jones ha ottenuto un record di 31 punti in una vittoria per 74-63 sul Georgia State il 15 novembre. Jones ha saltato le partite contro Wofford e Brown a fine dicembre per un lieve infortunio al piede. Alla conclusione della stagione regolare, Jones è stato nominato Giocatore dell'anno ACC e Giocatore difensivo dell'anno. Jones ha segnato una media di 16,2 punti, 6,4 assist, 4,2 rimbalzi e 1,8 palle rubate a partita al secondo anno. Dopo la stagione, Jones ha dichiarato la sua eleggibilità per il Draft NBA 2020.

### NBA

#### San Antonio Spurs (2020-)
Jones è stato selezionato dai San Antonio Spurs con la 41ª scelta assoluta nel Draft NBA 2020, il 18 novembre 2020. Il 27 novembre 2020, Jones ha firmato con gli Spurs.

## Statistiche

### NCAA
| Anno      | Squadra          | PG | PT | MP   | TC%  | 3P%  | TL%  | RP  | AP  | PRP | SP  | PP   |
| --------- | ---------------- | -- | -- | ---- | ---- | ---- | ---- | --- | --- | --- | --- | ---- |
| 2018-2019 | Duke Blue Devils | 36 | 36 | 34,2 | 41,4 | 26,2 | 75,8 | 3,8 | 5,3 | 1,9 | 0,2 | 11,6 |
| 2019-2020 | Duke Blue Devils | 29 | 29 | 35,4 | 42,3 | 36,1 | 77,1 | 4,2 | 6,4 | 1,8 | 0,3 | 16,2 |
| Carriera  | Carriera         | 65 | 65 | 34,7 | 41,9 | 31,3 | 76,7 | 4,0 | 5,8 | 1,8 | 0,2 | 12,4 |

#### Massimi in carriera
- Massimo di punti: 31 vs Georgia State (15 novembre 2019)[1]
- Massimo di rimbalzi: 9 vs NC State (19 febbraio 2020)
- Massimo di assist: 12 (2 volte)
- Massimo di palle rubate: 6 (2 volte)
- Massimo di stoppate: 2 (3 volte)
- Massimo di minuti giocati: 47 vs Wake Forest (25 febbraio 2020)

### NBA

#### Regular Season
| Anno      | Squadra           | PG  | PT  | MP   | TC%  | 3P%  | TL%  | RP  | AP  | PRP | SP  | PP   |
| --------- | ----------------- | --- | --- | ---- | ---- | ---- | ---- | --- | --- | --- | --- | ---- |
| 2020-2021 | San Antonio Spurs | 37  | 1   | 7,3  | 47,4 | 60,0 | 89,5 | 0,6 | 1,1 | 0,2 | 0,0 | 2,5  |
| 2021-2022 | San Antonio Spurs | 69  | 11  | 16,6 | 49,0 | 19,6 | 78,0 | 2,2 | 3,4 | 0,6 | 0,1 | 6,0  |
| 2022-2023 | San Antonio Spurs | 68  | 63  | 29,2 | 45,9 | 28,5 | 86,0 | 3,6 | 6,6 | 1,3 | 0,1 | 12,9 |
| 2023-2024 | San Antonio Spurs | 77  | 48  | 27,8 | 50,5 | 33,5 | 85,6 | 3,8 | 6,2 | 1,0 | 0,1 | 10,0 |
| 2024-2025 | San Antonio Spurs | 28  | 0   | 16,1 | 48,4 | 30,8 | 75,8 | 2,1 | 3,7 | 0,6 | 0,2 | 4,4  |
| 2024-2025 | Chicago Bulls     | 18  | 9   | 25,3 | 57,2 | 50,0 | 88,2 | 3,2 | 4,9 | 1,1 | 0,3 | 11,5 |
| Carriera  | Carriera          | 297 | 134 | 21,7 | 48,8 | 31,1 | 83,9 | 2,8 | 4,7 | 0,9 | 0,1 | 8,4  |

#### Massimi in carriera
- Massimo di punti: 26 vs Houston Rockets (8 dicembre 2022)[2]
- Massimo di rimbalzi: 10 (3 volte)
- Massimo di assist: 13 vs Los Angeles Lakers (26 novembre 2022)
- Massimo di palle rubate: 4 (3 volte)
- Massimo di stoppate: 2 (3 volte)
- Massimo di minuti giocati: 37 vs Memphis Grizzlies (9 novembre 2022)

### G League
| Anno      | Squadra      | PG | PT | MP   | TC%  | 3P% | TL%  | RP  | AP  | PRP | SP  | PP   |
| --------- | ------------ | -- | -- | ---- | ---- | --- | ---- | --- | --- | --- | --- | ---- |
| 2020-2021 | Austin Spurs | 7  | 7  | 31,3 | 44,6 | 8,3 | 83,3 | 5,3 | 9,7 | 1,4 | 0,0 | 18,1 |
| Carriera  | Carriera     | 7  | 7  | 31,3 | 44,6 | 8,3 | 83,3 | 5,3 | 9,7 | 1,4 | 0,0 | 18,1 |